# Саваннакхет (провінція)
Саваннакхет (ສະ ຫວັນ ນະ ເຂດ) — провінція на півдні Лаосу. Межує з провінціями Лаосу Кхаммуан на півночі і Сараван на півдні, а також з Таїландом на заході і В'єтнамом на сході.

## Адміністративний поділ
Провінція розділена на такі райони:
- Атсапхангтхонг (13-03)
- Атсапхон (13-13)
- Чампхон (13-09)
- Саваннакхет (13-01)
- Нонг (13-06)
- Утхумпхон (13-02)
- Пхін (13-04)
- Сепон (13-05)
- Сонгкхон (13-08)
- Тхапангтхонг (13-07)
- Тхапалансай (13-15)
- Вілабурі (13-12)
- Сайбулі (13-11)
- Сайпхутхонг (13-14)
- Сонбулі (13-10)